# میشل اودیار
میشل اودیار (به فرانسوی: Michel Audiard) (زاده ۱۵ مه ۱۹۲۰) فیلم‌نامه‌نویس و کاگردان فرانسوی بود. او پدر ژاک اودیار کارگردان فرانسوی بود.
از جمله آثار او، می‌توان به بازی در مجموعهٔ تلویزیونی گرگ و بره، قفسی برای دیوانگان ۳: عروسی و یکسره مجنون او اشاره نمود.